# Городское поселение Междуреченский
Городское поселе́ние Междуреченский — муниципальное образование в Кондинском районе Ханты-Мансийского автономного округа Российской Федерации.
Административный центр — посёлок городского типа Междуреченский.

## История
Статус и границы городского поселения установлены Законом Ханты-Мансийского автономного округа - Югры от 25 ноября 2004 года № 63-оз «О статусе и границах муниципальных образований Ханты-Мансийского автономного округа - Югры»

## Население
| 2009    | 2010    | 2012    | 2013    | 2014    | 2015    | 2016    |
| ------- | ------- | ------- | ------- | ------- | ------- | ------- |
| 11 987  | ↘11 058 | ↗11 175 | ↗11 280 | ↗11 423 | ↘11 310 | ↘11 241 |
| 2017    | 2018    | 2019    | 2020    | 2021    |         |         |
| ↘11 149 | ↘11 084 | ↘10 992 | ↗11 040 | ↗11 067 |         |         |

## Состав городского поселения
| № | Населённый пункт | Тип населённого пункта      | Население |
| - | ---------------- | --------------------------- | --------- |
| 1 | Междуреченский   | пгт, административный центр | ↗11 067   |